# Nymula brennus
Nymula brennus är en fjärilsart som beskrevs av Hans Ferdinand Emil Julius Stichel 1910. Nymula brennus ingår i släktet Nymula och familjen Riodinidae. Inga underarter finns listade i Catalogue of Life.